# Watkins Glen
Watkins Glen ist ein Dorf im Schuyler County des Bundesstaats New York in den Vereinigten Staaten. Das U.S. Census Bureau hat bei der Volkszählung 2020 eine Einwohnerzahl von 1.863 ermittelt. Watkins Glen ist der Verwaltungssitz (County Seat) des Schuyler County. Die Grenzen von Watkins Glen überschneiden sich mit denen der Städte Dix und Reading.

## Attraktionen

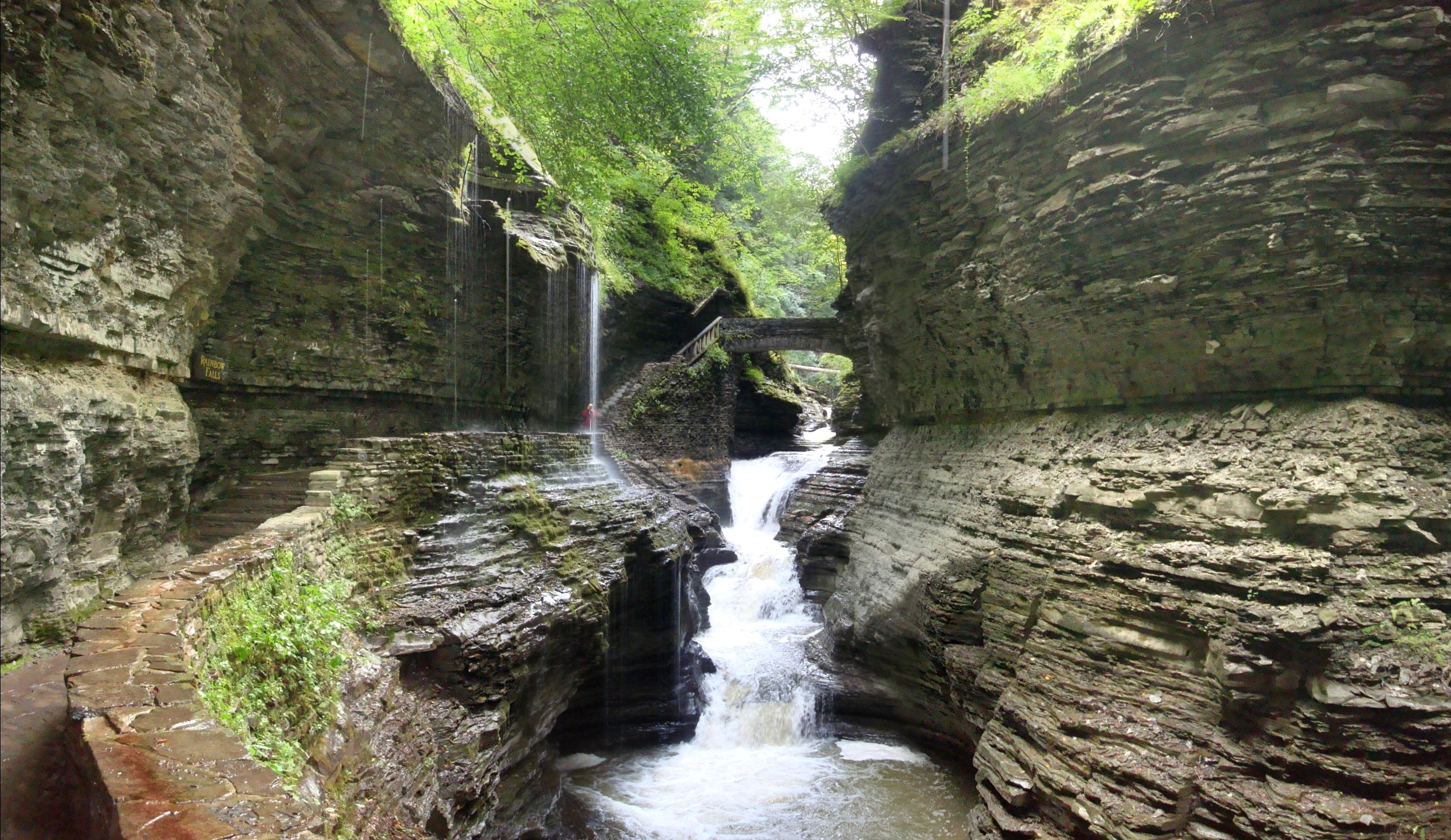
Watkins Glen State Park

Watkins Glen liegt am Südufer des Seneca Lake, eines der eiszeitlichen Finger Lakes, die im Westen des Bundesstaats New York gelegen sind. Am Rande des Ortes beginnt der Watkins Glen State Park. International ist der Ort auch als Austragungsort von Rallyes, die Motorsport-Rennstrecke Watkins Glen International und des Watkins Glen Grand Prix bekannt.

## Persönlichkeiten
- Joshua Heath Sobey (1843–1910), baptistischer Geistlicher und Missionar, verbrachte seinen Lebensabend in Watkins Glen und verstarb auch hier. Sein Grab befindet sich auf dem Highland Cemetery in Odessa, Schuyler County.[2]